# Campeonato Paraibano de Futebol de 2008 - Segunda Divisão
A Segunda Divisão do Campeonato Paraibano de Futebol de 2008 foi a 24 ª edição da segunda divisão do campeonato paraibano, organizado e dirigido pela Federação Paraibana de Futebol. Contou com a participação de 6 times e ao final o Internacional Esporte Clube, de João Pessoa conquistou o título e o acesso para disputar a primeira divisão do ano seguinte.

## Modo de disputa
O campeonato ocorreu com dois turnos, os 6 clubes jogam entre si em turno e returno. O campeão de cada turno garantia automaticamente uma vaga na fase final, caso um time vencesse os dois turnos ele seria o campeão de 2008 antecipado, garantindo também vaga na primeira divisão de 2009. Caso ocorresse de clubes diferentes vencerem cada turno então seriam 3 clubes na fase final: os campeões de cada turno mais o melhor colocado na classificação geral. Nesse triangular decide-se a única vaga para a Primeira Divisão do Paraibano de 2009.

## Participantes
| Equipe        | Cidade         | Estádio (capacidade) | Em 2007          |
| ------------- | -------------- | -------------------- | ---------------- |
| Auto Esporte  | João Pessoa    | Mangabeirão (1.000)  | 9º (1ª Divisão)  |
| Caaporã       | Caaporã        | Lundrigão (3.000)    | Não Disputou     |
| CSP           | João Pessoa    | Almeidão (35.000)    | 2º (2ª Divisão)  |
| Internacional | João Pessoa    | Almeidão (35.000)    | Não Disputou     |
| Paraíba       | Cajazeiras     | Perpetão (6.000)     | 4º (2ª Divisão)  |
| Perilima      | Campina Grande | Amigão (35.000)      | 10º (1ª Divisão) |

## Classificação

### 1º turno
| Clube         | P  | J | V | E | D | GP | GC | SG |
| ------------- | -- | - | - | - | - | -- | -- | -- |
| Paraíba       | 10 | 5 | 3 | 1 | 1 | 10 | 6  | +4 |
| Auto Esporte  | 8  | 5 | 2 | 2 | 1 | 11 | 7  | +4 |
| CSP           | 8  | 5 | 2 | 2 | 1 | 7  | 4  | +3 |
| Caaporã       | 7  | 5 | 2 | 1 | 2 | 10 | 13 | -3 |
| Internacional | 4  | 5 | 1 | 1 | 3 | 10 | 11 | -1 |
| Perilima      | 4  | 5 | 1 | 1 | 3 | 4  | 11 | -7 |

### 2º Turno
| Clube         | P  | J | V | E | D | GP | GC | SG |
| ------------- | -- | - | - | - | - | -- | -- | -- |
| Internacional | 11 | 5 | 3 | 2 | 0 | 10 | 4  | +6 |
| Paraíba       | 10 | 5 | 3 | 1 | 1 | 12 | 3  | +9 |
| Auto Esporte  | 9  | 5 | 3 | 0 | 2 | 10 | 8  | +2 |
| CSP           | 7  | 5 | 2 | 1 | 2 | 7  | 6  | +1 |
| Caaporã       | 3  | 5 | 1 | 0 | 4 | 7  | 16 | -9 |
| Perilima      | 3  | 5 | 1 | 0 | 4 | 6  | 15 | -9 |

|  |                                                    |
|  | Campeão do turno, classificado para a 2ª fase      |
|  | Classificado para segunda fase pela soma de pontos |

## Fase final
A fase final ocorreu entre os dias 29 de Junho e 27 de Julho, todos jogariam contra todos e aquele que conseguisse mais pontos ganharia o título e a vaga na primeira divisão do ano seguinte.

### Classificação
| Clube         | P | J | V | E | D | GP | GC | SG |
| ------------- | - | - | - | - | - | -- | -- | -- |
| Internacional | 9 | 4 | 3 | 0 | 1 | 5  | 5  | 0  |
| Paraíba       | 4 | 4 | 1 | 1 | 2 | 5  | 4  | +1 |
| Auto Esporte  | 4 | 4 | 1 | 1 | 2 | 1  | 2  | -1 |

## Vencedor
| Campeonato Paraibano de Futebol da Segunda Divisão de 2008 |
| ---------------------------------------------------------- |
| Internacional Esporte Clube Campeão (1º título)            |